# 马里奥·波西奇
马里奥·波西奇（羅馬化：Mario Božić，1983年5月25日—2023年4月3日）是波黑职业足球运动员，可以担任中场多个位置，曾入选国家队。
2012年波西奇曾效力于中超上海申花，但7月份球星迪迪埃·德罗巴加盟申花，限于外援名额，波西奇只得离队。

## 荣誉成绩
- 匈牙利杯：2006
- 匈牙利联赛杯：2008
- 匈牙利足球甲级联赛亚军：2008-09
- 斯洛伐克杯：2010、2011
- 斯洛伐克足球甲级联赛冠军：2010-11